# Petrolia, Texas
Petrolia är en ort i Clay County i delstaten Texas, USA.